# رزا گارسیا
رزا گارسیا (انگلیسی: Rosa García) بازیکن سابق والیبال اهل پرو که از سال ۱۹۸۰ تا ۲۰۰۰ در تیم ملی والیبال زنان پرو به عنوان بازیکن فیکس حضور داشت.
گارسیا در المپیک ۱۹۸۸ سئول به مدل نقره دست یافت و پرچمدار پرو در المپیک ۲۰۰۰ سیدنی بود.